# Leishmania killicki
Leishmania killicki — вид одноклітинних паразитичних еукаротів роду Лейшманія (Leishmania) родини Трипаносоматиди (Trypanosomatidae). Можливо є синонімом Leishmania tropica.

## Поширення
Ендемік Північної Африки. Вперше виявлений в 1980 році в Тунісі. Згодом описаний в Алжирі та Лівії.

## Паразитизм
Є збудником шкірного лейшманіозу людини, що супроводжується відкритими виразками на поверхні шкіри. Носіями є гризуни родів Psammomys та Ctenodactylus. Остаточним хазяїном та переносником є москіт Phlebotomus sergenti.